# Pekacangan (Bener)
Pekacangan is een bestuurslaag in het regentschap Purworejo van de provincie Midden-Java, Indonesië. Pekacangan telt 1571 inwoners (volkstelling 2010).